# Институт ядерной физики имени Г. И. Будкера СО РАН

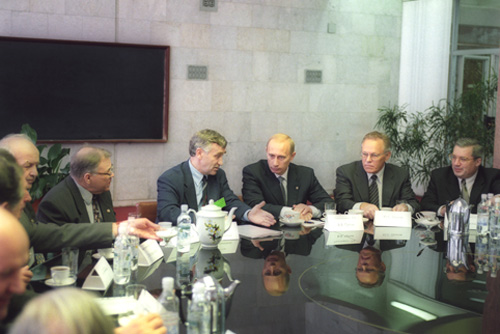
Владимир Путин на встрече с учёными Института ядерной физики СО РАН в Новосибирске (17 ноября 2000 года).

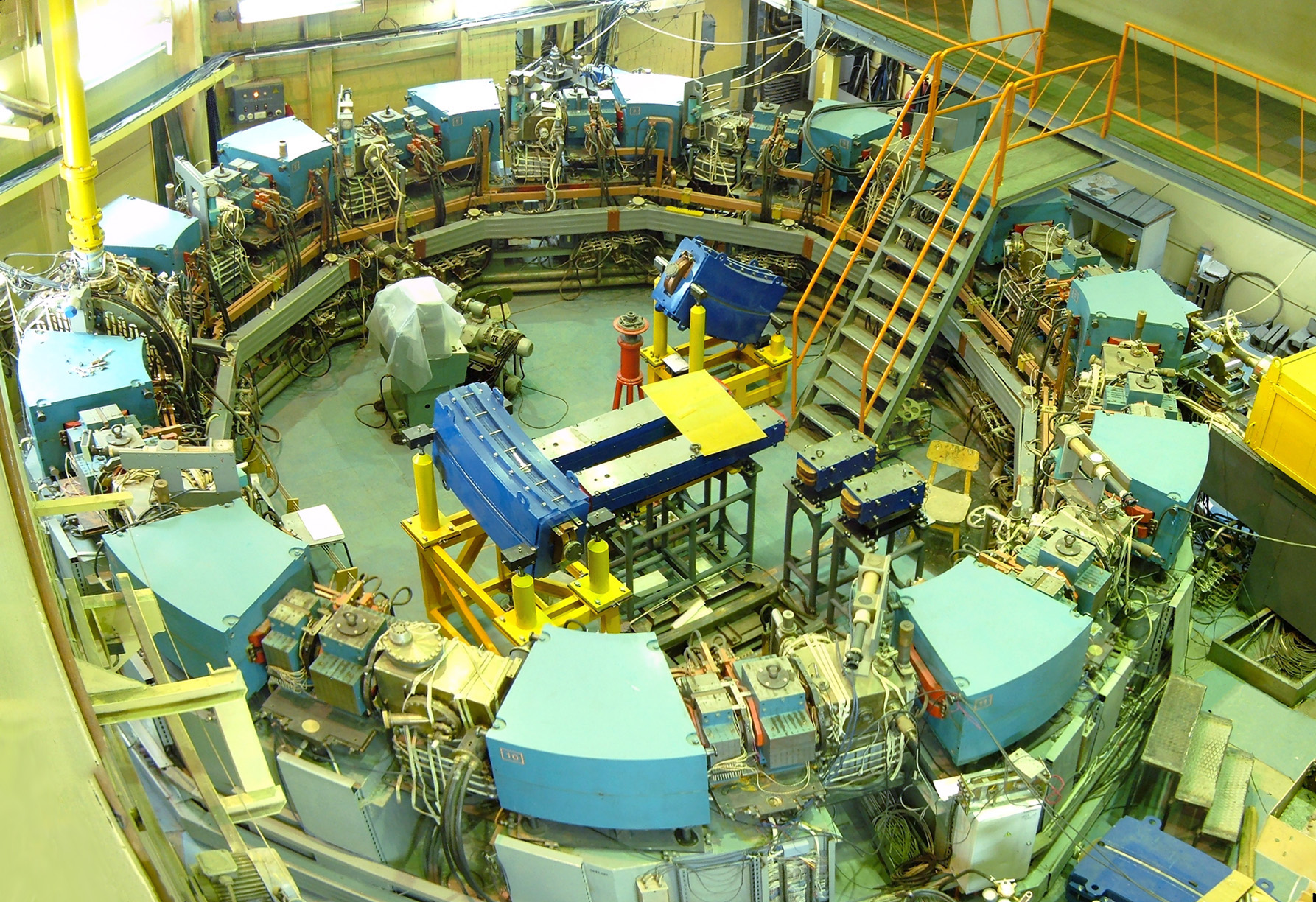
Ускорительный синхротрон для накопления электронов и позитронов БЭП на ускорительном комплексе ВЭПП-2000. Диапазон энергии 100-900 МэВ (26 января 2011 года).

Институ́т я́дерной фи́зики и́мени Г. И. Бу́дкера Сибирского отделения Российской академии наук (ИЯФ СО РАН) — научный институт ядерной физики Сибирского отделения Российской академии наук. 
Созданный в мае 1958 года в новосибирском Академгородке на базе руководимой Г. И. Будкером Лаборатории новых методов ускорения московского Института атомной энергии, возглавляемого И. В. Курчатовым.
Институт является некоммерческой организацией. Организационно-правовая форма —  федеральное государственное бюджетное учреждение науки.
Функции и полномочия учредителя института от имени Российской Федерации осуществляет Федеральное агентство научных организаций (ФАНО России).

## Структура
ИЯФ — крупнейший институт Российской академии наук. Общее число сотрудников института составляет примерно 2900 человек. Среди них около 440 научных сотрудников, более 60 аспирантов, 760 инженеров и техников, около 350 лаборантов и 1300 рабочих. Среди научных сотрудников института 5 действительных членов Российской академии наук, 6 членов-корреспондентов РАН, около 60 докторов и 160 кандидатов наук.
Руководство научной и производственной деятельностью института осуществляется через так называемый «Круглый стол» — Учёный совет института.

## Деятельность
Основные направления деятельности института в области фундаментальных исследований:
- исследования в области физики элементарных частиц на основе функционирующих и создаваемых комплексов с электрон-позитронными встречными пучками[4];
- работы по физике и технике ускорителей, участие в проектах NICA, Супер чарм-тау фабрика[4];
- исследования в области электро- и фотоядерной физики на основе использования накопителей заряженных частиц;
- работы по созданию и использованию источников синхротронного излучения;
- исследования по физике плазмы и управляемому термоядерному синтезу на основе систем открытого типа;
- теоретические исследования квантовой хромодинамики, квантовой электродинамики, динамического хаоса, аналитических методов вычислений многопетлевых интегралов, ядерной физики.

В 1990-1991 годах ИЯФ создавал комплекс ионного ускорителя и технологический накопительный комплекс (используется для создания, тестирования и применения литографов, необходимых для производства микросхем), который не был запущен из-за распада СССР, однако сейчас планируется восстановить его к 2027 году.
ИЯФ разработал в 2023 г. эскизный проект и запланировано, на 2025-2030 годы, создание нового поколения установки для исследования физики плазмы — газодинамической многопробочной ловушки (ГДМЛ), которая будет удерживать плазму в магнитном поле, создавая оптимальные условия для термоядерной реакции (планируются достичь температуры плазмы в 150 миллионов градусов)..
Санкции
20 июля 2023 года, на фоне вторжения России на Украину, институт попал в блокирующий санкционный список США против предприятий поддерживающих российский оборонный сектор.

## Установки, работающие в институте

### Действующие
- ВЭПП-4 — электрон-позитронный комплекс на энергию до 2Е = 11 ГэВ
  - КЕДР — универсальный магнитный детектор
  - РОКК-1М — рассеяние фотонов на высокоэнергетичных электронах
  - Дейтрон — исследование структуры ядра дейтерия и его фотодезинтеграции
- ВЭПП-2000 — электрон-позитронный комплекс на энергию до 2Е = 2 ГэВ
  - КМД-3 — криогенный магнитный детектор
  - СНД — сферический нейтральный детектор
- ВЭПП-5 — инжекционный комплекс, обеспечивающий электронами и позитронами ВЭПП-2000 и комплекс ВЭПП-3/ВЭПП-4М, а в перспективе и другие установки.
- Сибирский центр синхротронного и терагерцового излучения
  - ВЭПП-3
  - Новосибирский лазер на свободных электронах — ускорительный комплекс на основе 4-проходного ускорителя-рекуператора с 3 лазерами на свободных электронах[9]
- ГДЛ — газодинамическая ловушка[10]
- ГОЛ-3 — удержание высокотемпературной плазмы в магнитном поле
- СМОЛА — прототип установки с винтовым удержанием плазмы[11]
- БНЗТ — протонный ускоритель для исследовательских работ по тематике бор-нейтронзахватной терапии[12]
- Ускорительный масс-спектрометр (УМС) — установка для радиоуглеродного датирования[13]
- ЛИУ-5 — линейный индукционный ускоритель электронов с энергией 5 МэВ и током до 1 кА
- Стенд ЭЛВ-6 — экспериментальная установка на базе промышленного ускорителя серии ЭЛВ[14]
- Радиационный центр на основе промышленного ускорителя серии ИЛУ[15]
- Электронно-лучевая сварка

### Планируемые
- Супер чарм-тау фабрика — электрон-позитронный коллайдер на энергию 1—3 ГэВ в пучке[16]
- СКИФ — Сибирский Кольцевой Источник Фотонов, источник синхротронного излучения
- Мюмютрон — коллайдер для изучения димюония — связанного состояния положительного и отрицательного мюонов (димюония). Разработка эксперимента ведется с 2017 года[17].
- ГДМЛ — газодинамическая многопробочная ловушка, установка для удержания плазмы[18]
- ВЭПП-6

### Исторические
- ВЭП-1 — один из трёх первых в мире коллайдеров, работал в 1963—1968 гг.
- ВЭПП-2 — один из первых электрон-позитронных коллайдеров, работал в 1965—1972 гг.
- ВЭПП-2М — электрон-позитронный коллайдер, работал в 1974—2000 гг.
- НАП-М — накопитель протонов, на котором впервые было получено электронное охлаждение
- АМБАЛ — амбиполярная ловушка для удержания и изучения плазмы

## Руководители
Основателем и первым директором института в 1958-1977 гг. был академик АН СССР Г. И. Будкер.
С 1977 по 2015 годы директором института являлся академик А. Н. Скринский.
29 апреля 2015 года директором института избран член-корреспондент РАН П. В. Логачёв. А. Н. Скринский занимает должность научного руководителя института.

## Интересные факты

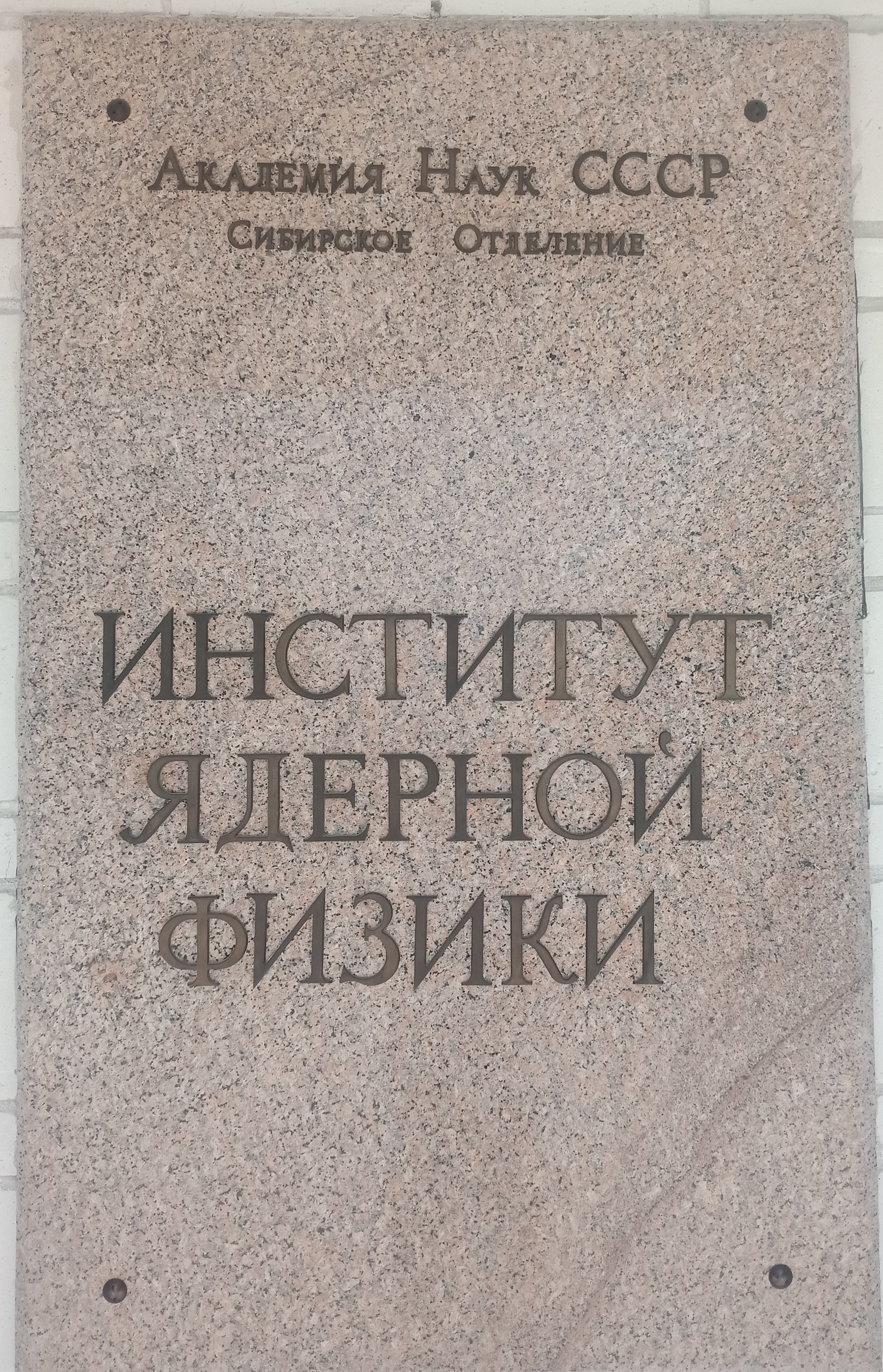
Доска у главного входа ИЯФ СО РАН, в которой ИЯФ назван институтом СО АН СССР

- На здании института установлена мемориальная доска с надписью «Здесь с 1958 по 1977 годы работал выдающийся физик, основатель и директор института, академик Г. И. Будкер», хотя главный корпус ИЯФ был построен только в 1961 году.
- Там же, около главного входа, находится (по состоянию на 2025 год) и доска с надписью «Институт ядерной физики СО АН СССР».
- В институте имеется музейный стенд, посвящённый магнитопроводу ВЭП-1 — первому в мире коллайдеру, построенному в 1963 году для изучения возможностей его использования в экспериментах по физике элементарных частиц. ВЭП-1 — единственный за всю историю коллайдер, в котором пучки циркулировали и сталкивались в вертикальной плоскости.
- В здании института проводились съёмки нескольких сцен художественного фильма режиссёра Михаила Ромма «Девять дней одного года» (1962), посвящённого работе советских физиков-ядерщиков. В частности, был показан «Круглый стол» института.
- Столовая института долгое время была единственной в зоне строительства институтов. В ней устраивались первые приёмы иностранных делегаций. «Лучшим, признанным блюдом был гуляш с гречневой кашей. Его вкусу посетители были обязаны не только повару, но и — главному инженеру строительства А. М. Вексману, неизменно требовавшему необходимой кондиции приготовления блюд. Оно так и называлось „блюдом Вексмана“»[20].